# Tribunal Africà de Drets Humans i dels Pobles
El Tribunal Africà de Drets Humans i dels Pobles (TADHP) és un tribunal d'índole regional la competència del qual s'estén als estats de la Unió Africana (UA) d'acord amb la Carta Africana de Drets Humans i dels Pobles. L'Assemblea de la Unió Africana va acordar el 2004 la seva fusió amb la Cort Africana de Justícia.
El TADHP té la seu a la ciutat d'Arusha, al nord de Tanzània, emplaçament que també va ser la seu triada el 1996 per al Tribunal Penal Internacional per a Ruanda.

## Història
El TADHP es va crear d'acord amb un protocol de la Carta de Banjul adoptat el 1998 a Burkina Faso per l'Organització de la Unitat Africana (OUA), el predecessor de la UA. El protocol va entrar en vigor el 25 de gener de 2004, després de la ratificació per més de 15 països. El 22 de gener de 2006, a la Vuitena Sessió Ordinària del Consell Executiu de la Unió Africana, es van triar els onze membres del TADHP, que es va reunir per primera vegada del 2 i el 5 de juliol de 2006, i va emetre la seva primera sentència el 2009.
L'any 2014 va tenir lloc l'aprovació de la Reforma del Protocol de l'Estatut del Tribunal Africà de Justícia i Drets Humans o Protocol de Malabo, pel qual s'atribueix competència penal al tribunal refundat i se'n modifica el nom, passant-se a denominar Tribunal Africà de Justícia i Drets Humans i dels Pobles (TAJDHP). Aquest protocol generà crítiques per una part de la comunitat científica en tant que atorgà immunitat als caps d'estat i de govern i manté un inaudit mutisme en la seva relació amb la Cort Penal Internacional (CPI), tenint en compte que 33 estats africans membres de la UA són alhora estats part a la CPI.
El mandat de la TADHP és complementar i reforçar les funcions de la Comissió Africana de Drets Humans i dels Pobles, un òrgan quasi judicial que supervisa l'aplicació de la carta i recomana casos al tribunal. Té jurisdicció sobre tots els casos i controvèrsies que se li sotmeten sobre la interpretació i aplicació de la Carta de Banjul, el protocol de la Carta i qualsevol altre instrument de drets humans aplicable. El tribunal pot emetre opinions consultives sobre qüestions legals i resoldre casos contenciosos.
El TADHP està format per onze jutges nomenats pels estats membres de la UA i elegits per l'Assemblea de Caps d'Estat i de Govern d'aquesta. Els jutges exerceixen mandats de sis anys i només poden ser reelegits una vegada. El president del tribunal resideix i treballa a temps complet a Arusha, mentre que els altres deu jutges hi treballen a temps parcial.
Trenta-un països africans han ratificat el protocol que estableix el TADHP, dels quals només nou han fet una declaració especial que permet a persones i ONG presentar casos directament al tribunal: Burkina Faso, Ghana, Malawi, Mali, Ruanda, Tanzània, Costa d'Ivori, Tunísia i Gàmbia, en cas contrari, els casos s'han de presentar a la Comissió Africana, que després determina si es remet al tribunal.